# Sun-Hwa Kwon
Sun Kwon (Yunjin Kim) este unul dintre personajele principale din serialul de televiziune american Lost.